# 杜蘭特 (密西西比州)
杜蘭特（英語：Durant）是位於美國密西西比州霍爾姆斯縣的城市。

## 人口
根據2020年美國人口普查的數據，杜蘭特的面積為5.86平方千米，當中陸地面積為5.80平方千米，而水域面積為0.06平方千米。當地共有人口2231人，而人口密度為每平方千米381人。